# トヨタ・Y型エンジン
トヨタ・Y型エンジン（トヨタ・Yがたエンジン）は、1982年（昭和57年）から製造されているトヨタ自動車の水冷直列4気筒OHVエンジンの系列である。トラック・バン・タクシー向けなど、商用車・営業車に多く搭載されている。
トヨタの市販エンジンで「Y」を名乗るのは本系列のみであるが、試作を含めると、1948年（昭和23年）から開発が始まった大型自動車用直列4気筒ディーゼルエンジンで初めて「Y」が用いられている。
それまでトヨタでは、商用車やタクシー向けのエンジンとして、直列4気筒のR型エンジン系列と、それより排気量の小さい4気筒のT型エンジン系列を生産していたが、いずれもその基本設計は1950年代（R型）から1970年代前半（T型）に遡るものであった。これらの商用車向けエンジンを統合し、機構と性能をアップデートしつつ、生産の合理化とスケールメリットの増大を図る意図で開発されたのがY型である。
従前のT型エンジンの生産設備を流用できるよう、ボアピッチはT型系列と共通となっている。
同社が1960年代以来生産してきた在来型エンジンであるK型エンジンおよびP型エンジン、ほとんどのR型エンジンと同様に、バルブ駆動方式は全てOHVで、バルブ配置は全てカウンターフロー方式を採用する。すでにクロスフローSOHCが一般化しつつあった1980年代初頭開発のエンジンとしてはいささか旧弊に過ぎるメカニズムであるが、従前R型やT型を搭載していたモデルにも搭載できるエンジンの高さ（シリンダーヘッドの大きさ）や、高回転許容性よりも常用回転域での実用性能を重視したことによる、意図的な合目的化設計である。
1982年（昭和57年）10月に商用車用として登場。ガソリンエンジン版とLPGエンジン版が存在する。
1987年（昭和62年）4月、北米向け4Y-E（Toyota Van用）に、触媒の前後にO2センサーを設けた「2O2センサーシステム」を採用（世界初）。
2008年（平成20年）8月21日に、クラウンコンフォートを含むクラウンセダン、コンフォートなどに使われていた3Y-PEは、平成17年排出ガス規制を達成するが低排出ガス認定制度に対応していないため、ガス液体噴射方式に対応した1TR-FPEに置き換えられた。
2021年（令和3年）6月現在、豊田自動織機製フォークリフト「ジェネオ 8FG」用ガソリンエンジンの4Y-E型、およびガスヒートポンプ/コージェネユニット専用ガソリン/LPGエンジンの3Y/4Y型のみが製造されている。
　

## 系譜
- エンジン型式一覧の自動車用エンジンの系譜を参照。

## バリエーション

### 1Y-J - 1,600cc
- 搭載車種（車両型式）
  - （初）ライトエース（YM20）
  - タウンエース（YR10）

### 2Y-U（2Y） - 1,800cc
- 搭載車種（車両型式）
  - 5代目マークIIバン（YX76V）
  - 3代目ハイエースバン（YH50V/60V）
  - タウンエースバン（YR25V）
  - ライトエースワゴン（YM30G）
  - 4代目タウンエーストラック（YM55/60）

### 2Y-PU - 1,800cc
- 搭載車種（車両型式）
  - コロナ(YT140)
  - マークII(YX70前期)

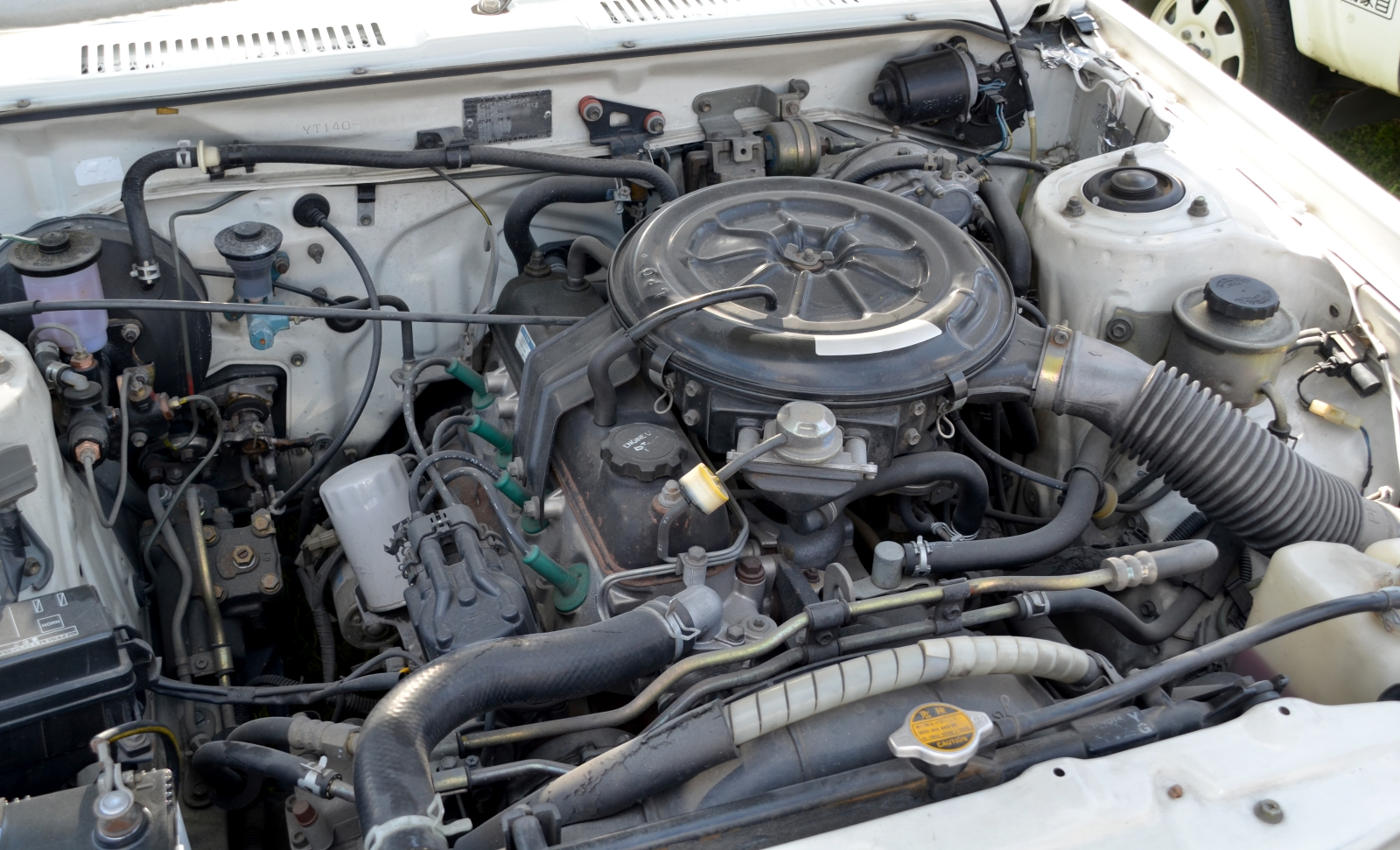
2Y-PU

### 3Y-U（3Y） - 2,000cc
- 搭載車種（車両型式）
  - 3代目ハイエースワゴン（YH51G/61G/71G)
  - ハイラックス
  - ダイナ・トヨエース
  - クラウン（触媒無しの3Y型、YS120系輸出仕様）

### 3Y-EU - 2,000cc
- 搭載車種（車両型式）
  - ハイラックスサーフ ( YN61G )
  - 2代目タウンエースワゴン ( YR21G )

### 3Y-E - 2,000cc
- 搭載車種（車両型式）
  - 5代目マークIIバン ( YX78V )
    - （本車は平成5年排ガス規制車(T-)であっても使用車種(NOx,PM)規制に適合している）

  - ハイラックスサーフ ( YN130G / YN130W )

### 3Y-PU - 1,998cc
- 搭載車種（車両型式）
  - クラウン（YS120）
  - マークII（YX72）

### 3Y-P - 1,998cc
- 搭載車種（車両型式）
  - クラウン（YS130）
  - マークII（YX80）

### 3Y-PE - 2,000cc
- 搭載車種（車両型式）
  - クラウン(YS130 1989年7月~)
  - コンフォート（YXS11）
  - クラウンコンフォート（YXS10）
  - クラウンセダン（YXS10）

### 4Y - 2,200cc
- 搭載車種（車両型式）
  - クラウン（YS132系輸出仕様）
  - ジェネオ 6FG/7FG（豊田自動織機製・フォークリフト）

### 4Y-E - 2,200cc
- 搭載車種（車両型式）
  - Toyota Van（マスターエース海外仕様）
  - 3代目ハイエース（海外仕様）
  - ジェネオ 8FG（豊田自動織機製・フォークリフト）